# Kostel svatého Havla (Čečelice)
Římskokatolický filiální kostel svatého Havla v Čečelicích je barokní sakrální stavba. Od roku 1966 je kostel chráněn jako kulturní památka.

## Historie
Obec se poprvé připomíná roku 1252, v té době již kostel stál uprostřed návsi. Původní románský kostel pochází z 1. třetiny 13. století. Postavila jej doksanská stavební huť. Z tohoto původního kostela se zachovala hranolová věž se dvěma sdruženými okénky nad sebou a s tribunou, dále část obvodového zdiva, které bylo použito při přestavbě kostela na konci 17. století. Stavba přežila husitské i třicetiletou válku, zřejmě byla při obnovách po nich upravována. V letech 1694–1711 ji nahradil nový kostel podle projektu Marka Antonína Canevalleho. Nový kostel byl postaven kolmo na osu starého. V 19. století byl kostel upraven. Stavba prošla v 90. letech 20. století opravou.
Duchovní správci kostela jsou uvedeni na stránce: Římskokatolická farnost Čečelice.

## Architektura

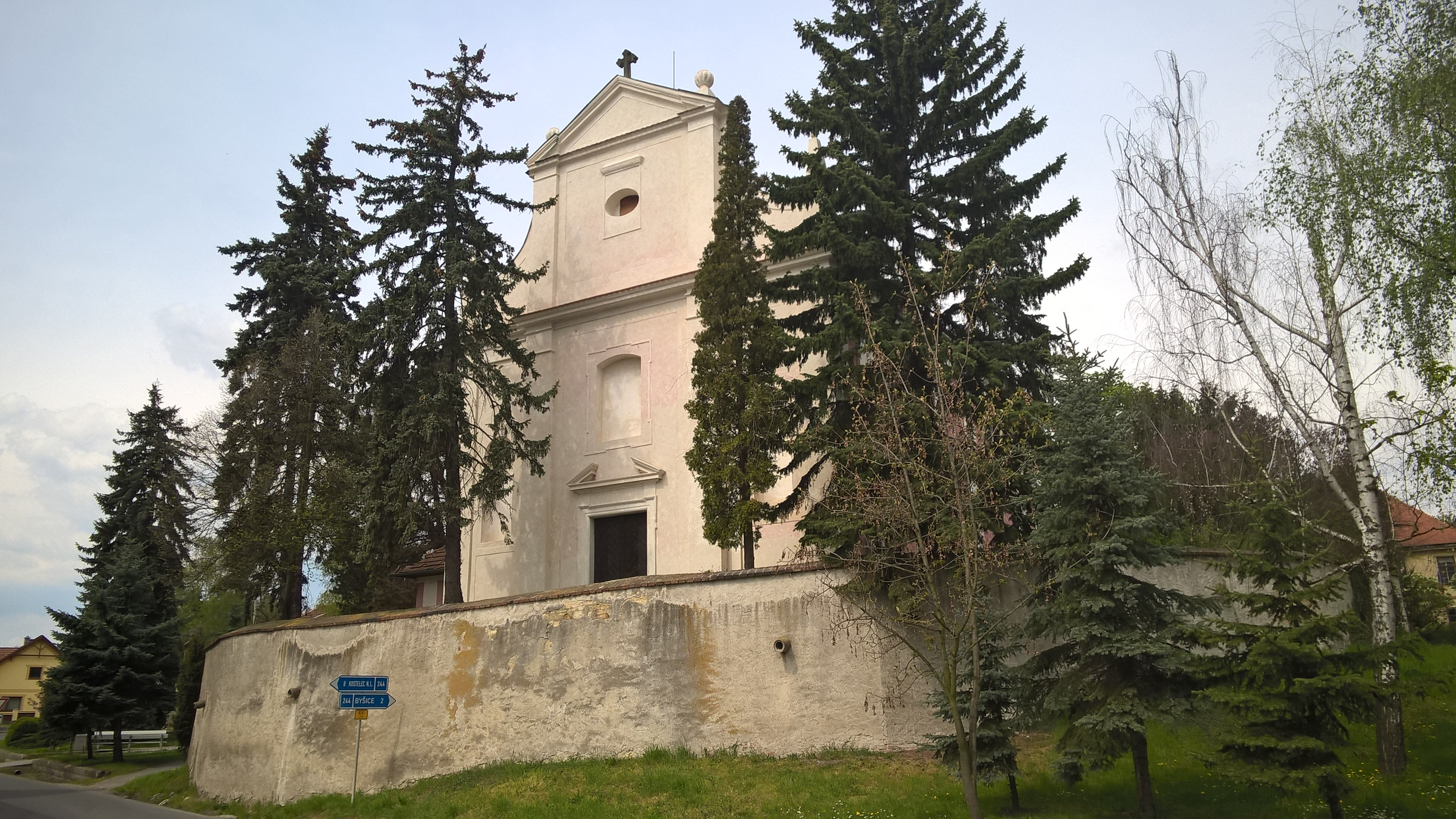
Průčelí čečelického kostela

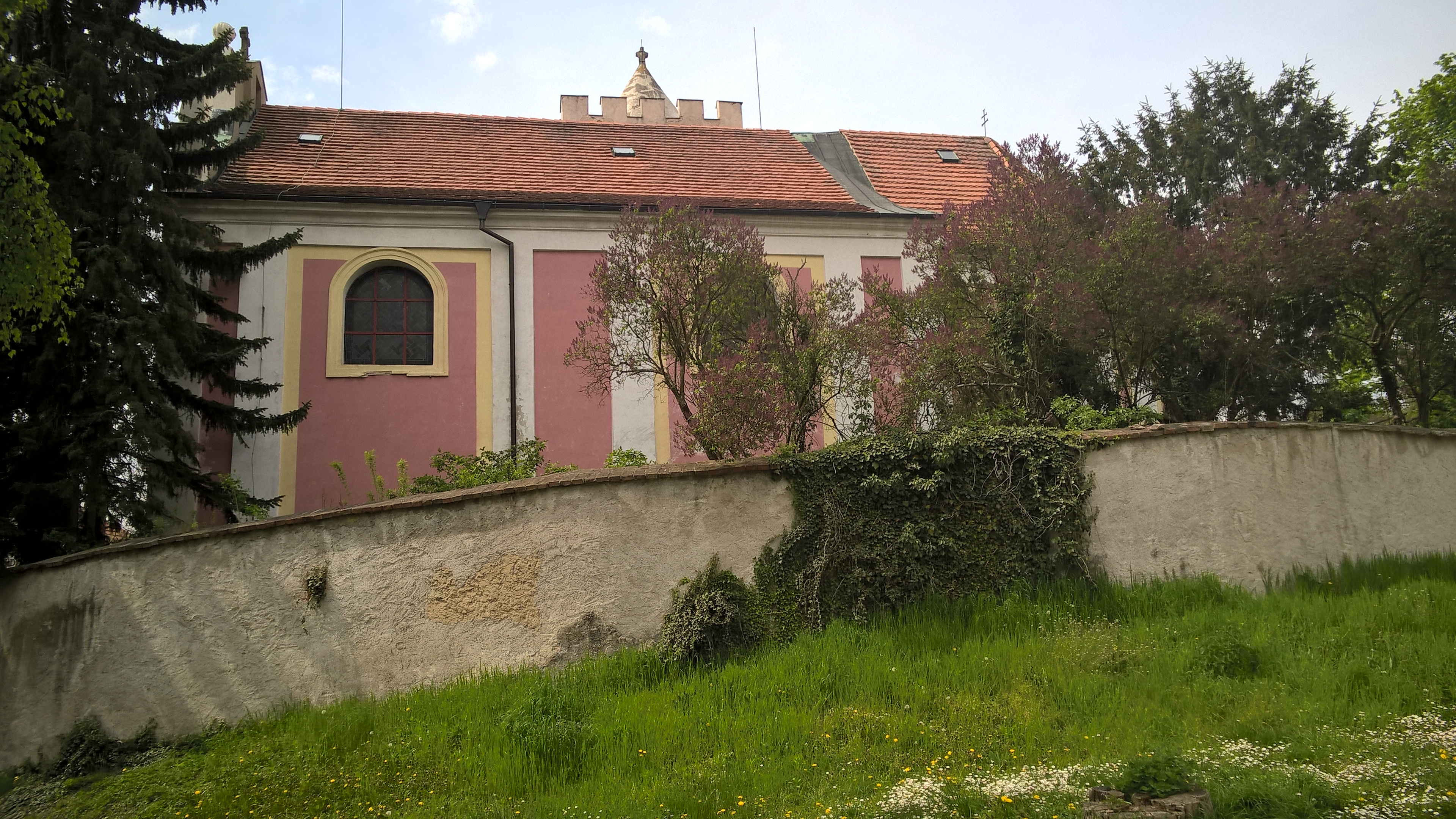
Bok kostela v Čečelicích

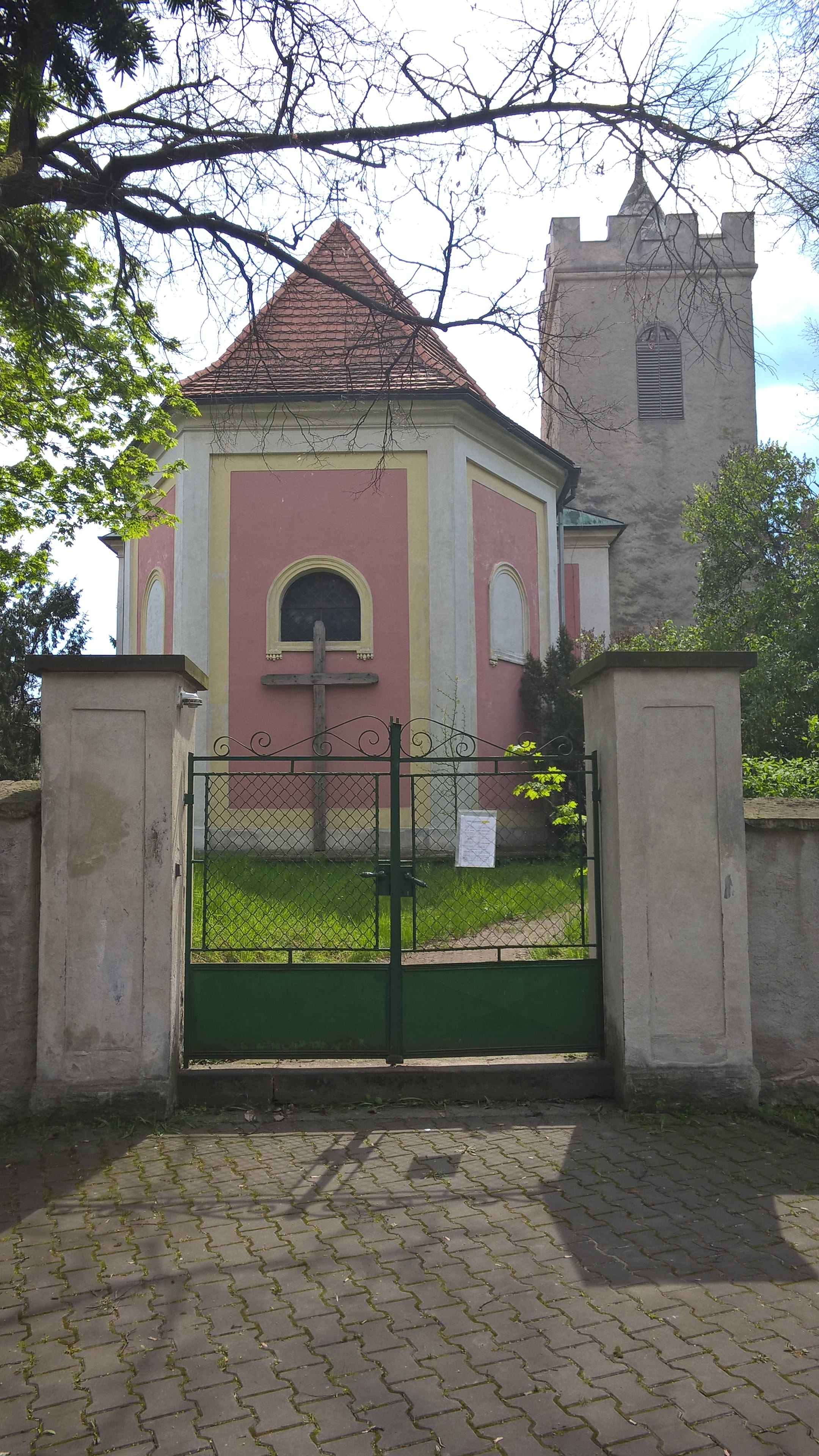
Vchod od závěru kostela

Kostel je neorientovaný a presbytář je postaven směrem k severu. Stavba je jednolodní, obdélná. Má užší obdélný trojboce ukončený presbytář. Hranolová věž pozůstalá ze starého kostela stojí u západního boku nové stavby. Ve spodních částech bez oken, zvonové patro s velkými, půlkruhovitě zaklenutými okny. Končí zděnou helmicí, obklopenou cimbuřím na korunní římse. Po severní straně lodi je čtvercová předsíň. Průčelí má tři osy a je s plochým středním rizalitem. Průčelí je členěno pilastry a lizénovými rámci. V rizalitu je obdélný portál s rozeklaným štítem a okno se segmentovým záklenkem. V boční osách průčelí jsou pravoúhlá vpadlá pole a niky. Štít je křídlový do trojhranu, členěný pilastry a oválnými okny v rámci s uchy a splávkovou římsou. Na bočních fasádách jsou lizénové rámce a polokruhová okna.
Presbytář je sklenut křížovou klenbou. V závěru je kostel sklenut valenou klenbou s lunetami. V lodi je plochá rákosová klenba a v podvěží je klenba valená.

## Zařízení
Zařízení kostela pochází převážně z 2. poloviny 17. století a z doby okolo roku 1700. Hlavní oltář je portálový, raně barokní ze 2. poloviny 17. století. Jsou na něm sošky sv. Václava a sv. Jiří. Oltářní obraz pochází z 19. století. Levý boční oltář z období kolem roku 1700, s velkolistým akantem, je zasvěcen sv. Šebestinovi. Protější oltář sv. Rocha, zdobený akantem se stuhou, je také z období kolem roku 1700. Oltář sv. Jana Nepomuckého je raně barokní ze 2. poloviny 17. století. Je na něm barokní socha sv. Jana Nepomuckého z 18. století. Oltář Piety se sochou Piety, která je uprostřed dvou andělů, pochází ze 3. čtvrtiny 18. století. Kazatelna, zdobená boltcovým ornamentem, je ze 2. poloviny 17. století. V kostele se nachází znakový náhrobník z roku 1619.

## Okolí kostela
Kostel je obklopen bývalým hřbitovem, severně od něj fara. Východně od obce je barokní výklenková kaple, která je obdélná, členěná pilastry a ukončena segmentovým štítem. Zde se nachází zlidovělá soška sv. Jana Nepomuckého. V obci nad pramenem je novější výklenková kaple Panny Marie. Na návsi se nachází socha sv. Václava z roku 1912. V obci je také železný kříž z roku 1835, který stojí na kamenném podstavci.